# Derlis Gómez
Derlis Venancio Gómez López (Ypacaraí, 2 de noviembre de 1972) es un exfutbolista paraguayo. Jugaba de arquero y su último equipo fue el 12 de Octubre de la Primera División de Paraguay.
Tuvo una larga trayectoria como jugador. En el año 2013 decidió jugar por el 12 de Octubre y logró el ascenso a primera división. En 2014, en una magra campaña con el 12 de octubre en la que el equipo descendió de categoría, donde jugó pocos partidos, terminó siendo suplente; Derlis Gómez, tras 24 años de carrera como futbolista, decidió colgar los guantes en diciembre del 2014.
En enero del 2015 aceptó un ofrecimiento de la  APF y se convirtió en nuevo preparador de arqueros de la Selección mayor.

## Selección nacional
Ha sido internacional con la selección paraguaya, defendiendo la camiseta en 6 opotunidades. Estuvo presente en la Copa América de 1993 y en el Mundial de Alemania 2006, siendo en ambas competiciones suplente.

## Clubes
| Club                          | País      | Año       |
| ----------------------------- | --------- | --------- |
| Sol de América                | Paraguay  | 1990-1996 |
| Guaraní                       | Paraguay  | 1997-2000 |
| Libertad                      | Paraguay  | 2001      |
| Sportivo Luqueño              | Paraguay  | 2002      |
| Olimpia                       | Paraguay  | 2003      |
| 12 de Octubre                 | Paraguay  | 2003      |
| Sportivo Luqueño              | Paraguay  | 2004-2006 |
| Quilmes                       | Argentina | 2006      |
| Nacional                      | Paraguay  | 2007-2009 |
| 12 de Octubre                 | Paraguay  | 2010      |
| Independiente de Campo Grande | Paraguay  | 2011      |
| Club Atlético 3 de Febrero    | Paraguay  | 2012      |
| 12 de Octubre                 | Paraguay  | 2013-2014 |